# Bundesautobahn 93
Die Bundesautobahn 93 (Abkürzung: BAB 93) – Kurzform: Autobahn 93 – ist eine 268 km lange  Bundesautobahn, die vollständig im Bundesland Bayern liegt und in zwei Teilstrecken von Hof in die Holledau und weiter südlich von Rosenheim nach Kiefersfelden an der deutsch-österreichischen Grenze führt.

## Verlauf

### Übersicht
Die Autobahn besteht aus zwei unzusammenhängenden Teilstrecken: Dem Nordteil Autobahndreieck Hochfranken – Autobahndreieck Holledau und dem Südteil Autobahndreieck Inntal – Grenzübergang Kiefersfelden (Österreich).
Der Nordteil beginnt an der A 72 im Dreieck Hochfranken nordöstlich von Hof bzw. südwestlich von Plauen nahe der ehemaligen innerdeutschen Grenze bei Trogen. Die A 93 verläuft zunächst durch Oberfranken und bindet die Städte Hof, Rehau und Selb an. Die Autobahn durchquert das Fichtelgebirge und führt an Marktredwitz und Mitterteich vorbei. Die Strecke verläuft durch die Oberpfalz, den nördlichen Teil des Oberpfälzer Waldes und das Waldnaabtal. Bei Windischeschenbach überquert die A 93 die Waldnaab. Sie bindet Weiden in der Oberpfalz an.
Die A 93 quert die Bundesautobahn 6 am Autobahnkreuz Oberpfälzer Wald. Sie führt durch das Oberpfälzer Seenland und ist teilweise parallel zum Fluss Naab angelegt. Sie bindet Schwandorf an. Die A 93 verlässt bei Teublitz das Naabtal und verläuft ab Regenstauf unweit westlich des Regen.
Bei Regensburg überquert die Autobahn die Donau und bindet am Autobahnkreuz Regensburg die Bundesautobahn 3 an. Sie führt östlich an Bad Abbach vorbei. Am Dreieck Saalhaupt zweigt die Bundesstraße 15n ab, die zusammen mit der A 92 eine Alternative zur Relation Regensburg – München darstellt.
Die A 93 verläuft nun südwestlich und durchquert den nördlichen Teil des Bezirks Niederbayern und zwischen Siegenburg und dem Dreieck Holledau das Hopfenanbaugebiet Hallertau. Nach Mainburg wird der Bezirk Oberbayern erreicht. Am nahe Wolnzach gelegenen Dreieck Holledau mündet die A 93 schließlich in die A 9.
Der Südteil zweigt am Dreieck Inntal von der A 8 ab und geht am deutsch-österreichischen Grenzübergang Kufstein/Kiefersfelden in die Inntal Autobahn über.
Die Verbindung der beiden Teilstrecken war geplant, wurde aber bis heute nicht vollständig verwirklicht. Der ursprünglich vorgesehene Teil vom Dreieck Saalhaupt bis zum Kreuz Landshut an der Bundesautobahn 92 ist auf einer Länge von 35 km als „gelbe Autobahn“ B 15n in Betrieb. Ein zweites Teilstück verbindet als Westtangente B 15 weiter südlich Rosenheim mit der Autobahn A 8.

### Sondersituation Regensburg
Im Großraum Regensburg ist die A 93 als Stadtautobahn angelegt. Die Autobahn durchtrennt hier Wohngebiete. Es besteht eine hohe Dichte von Ausfahrten: In der Regel hat die Autobahn keinen Standstreifen, sondern einen durchgängigen Beschleunigungs- bzw. Verzögerungsstreifen von einer Einfahrt zur nächsten Ausfahrt. Am Autobahnkreuz Regensburg fehlen auf Seiten der A 93 die Verteilerstreifen.
Zwischen AS Regensburg-West und AS Regensburg-Prüfening wurde die A 93 aus Lärmschutzgründen zwischen 1999 und 2002 mit einer Einhausung versehen. Die Oberseite des Deckels wird als Park-and-Ride-Anlage genutzt.
Die 1966 fertiggestellte Pfaffensteiner Autobahnbrücke ist eine von nur drei Donaubrücken in der Stadt, die ohne Beschränkungen befahrbar sind. Deshalb wird dieser Abschnitt der A 93 auch häufig für innerstädtischen Verkehr genutzt.
Die Bundesautobahn A 93 durchquert die Winzerer Höhen zwischen den Anschlussstellen Regensburg-Nord und Regensburg-Pfaffenstein auf einer Länge von 880 m im Pfaffensteiner Tunnel. Der Tunnel besteht aus zwei Röhren mit je zwei Fahrstreifen ohne Standspur und ist seit 1977 in Betrieb. Stand November 2022 laufen Planungsüberlegungen bezüglich eines Umbaus bzw. einer Sanierung.

### Inntalautobahn Rosenheim–Kiefersfelden
Dem Abschnitt zwischen Rosenheim und Kiefersfelden kommt ebenfalls eine große Bedeutung zu, da er mit den österreichischen Autobahnen A 12, A 13 sowie der italienischen A22 Teil einer bedeutenden Nord-Süd-Route über die Alpen ist, die über Innsbruck, den Brennerpass, Bozen nach Verona führt.

Bilder vom Verlauf der Autobahn
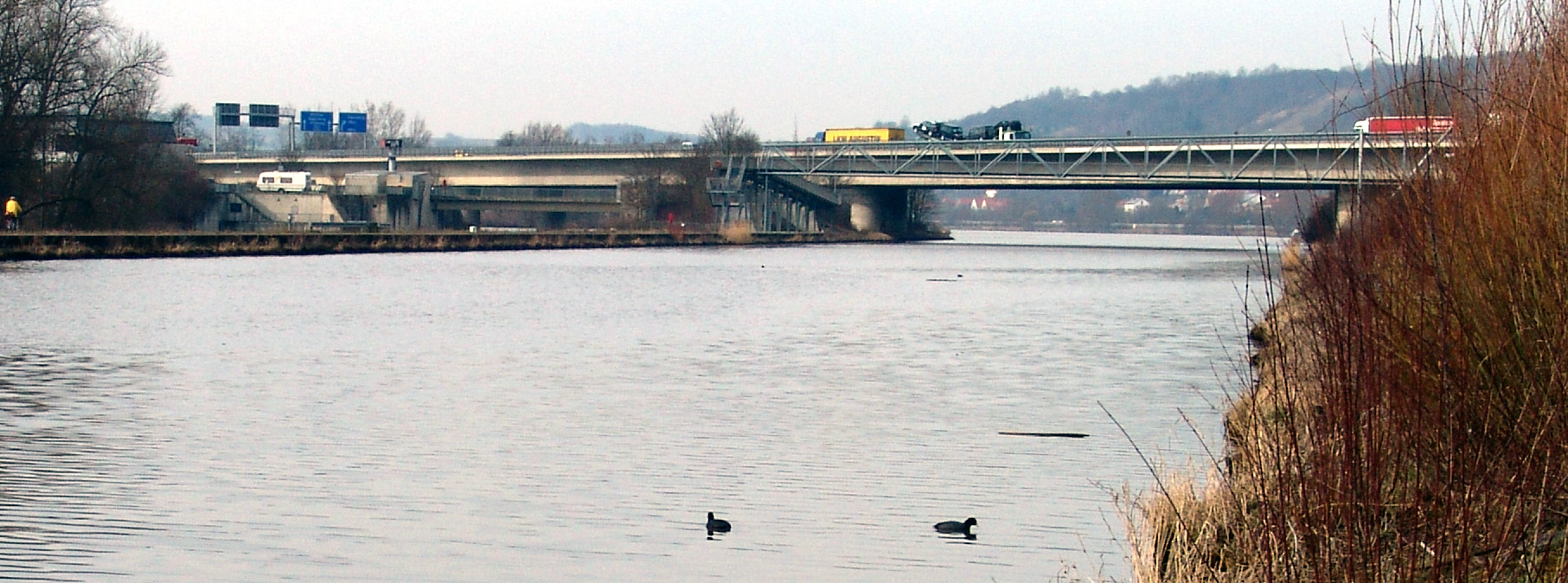
Pfaffensteiner Autobahnbrücke mit Fußgängerbrücke im Vordergrund
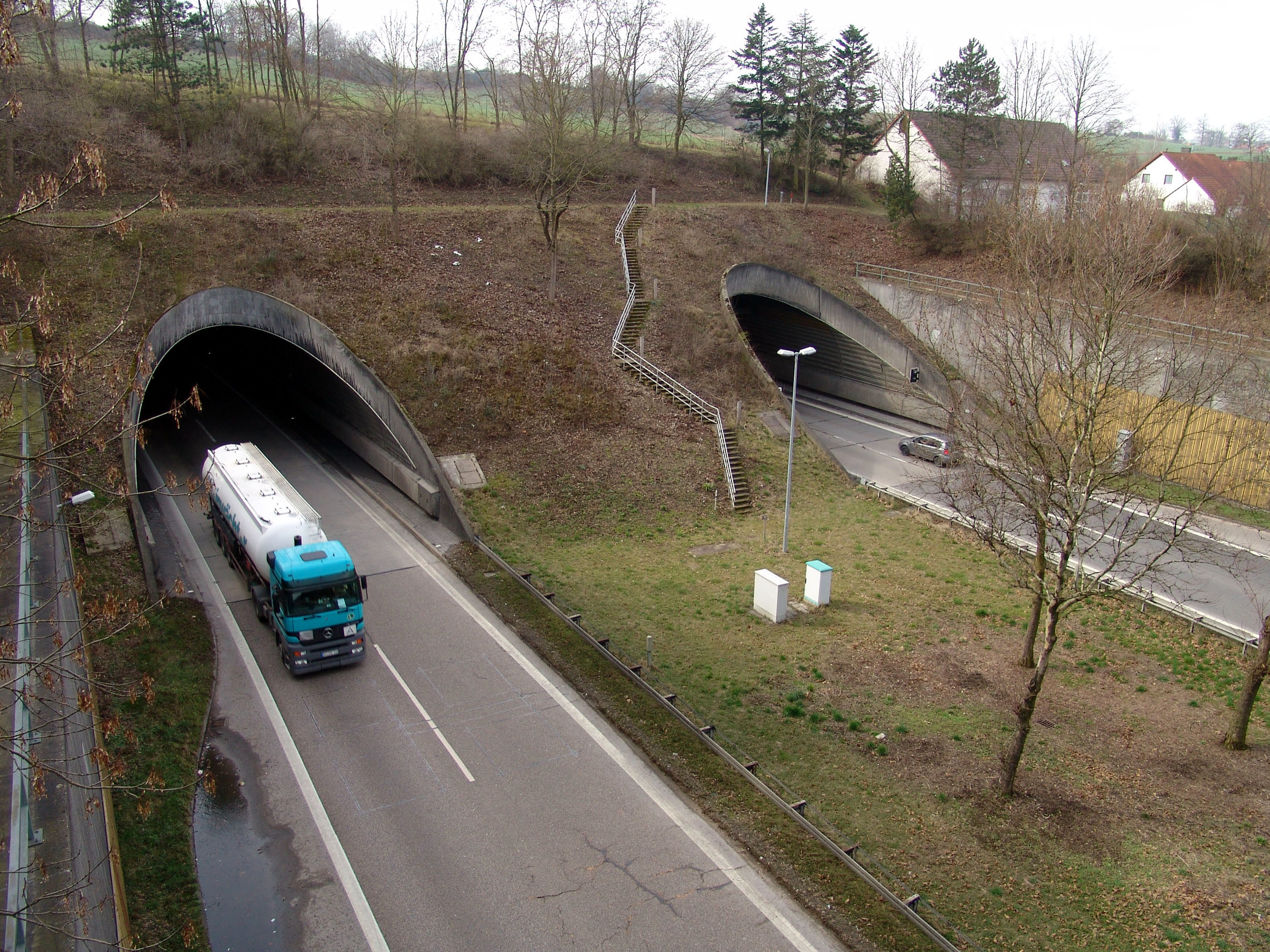
Nordseite des Pfaffensteiner Tunnels
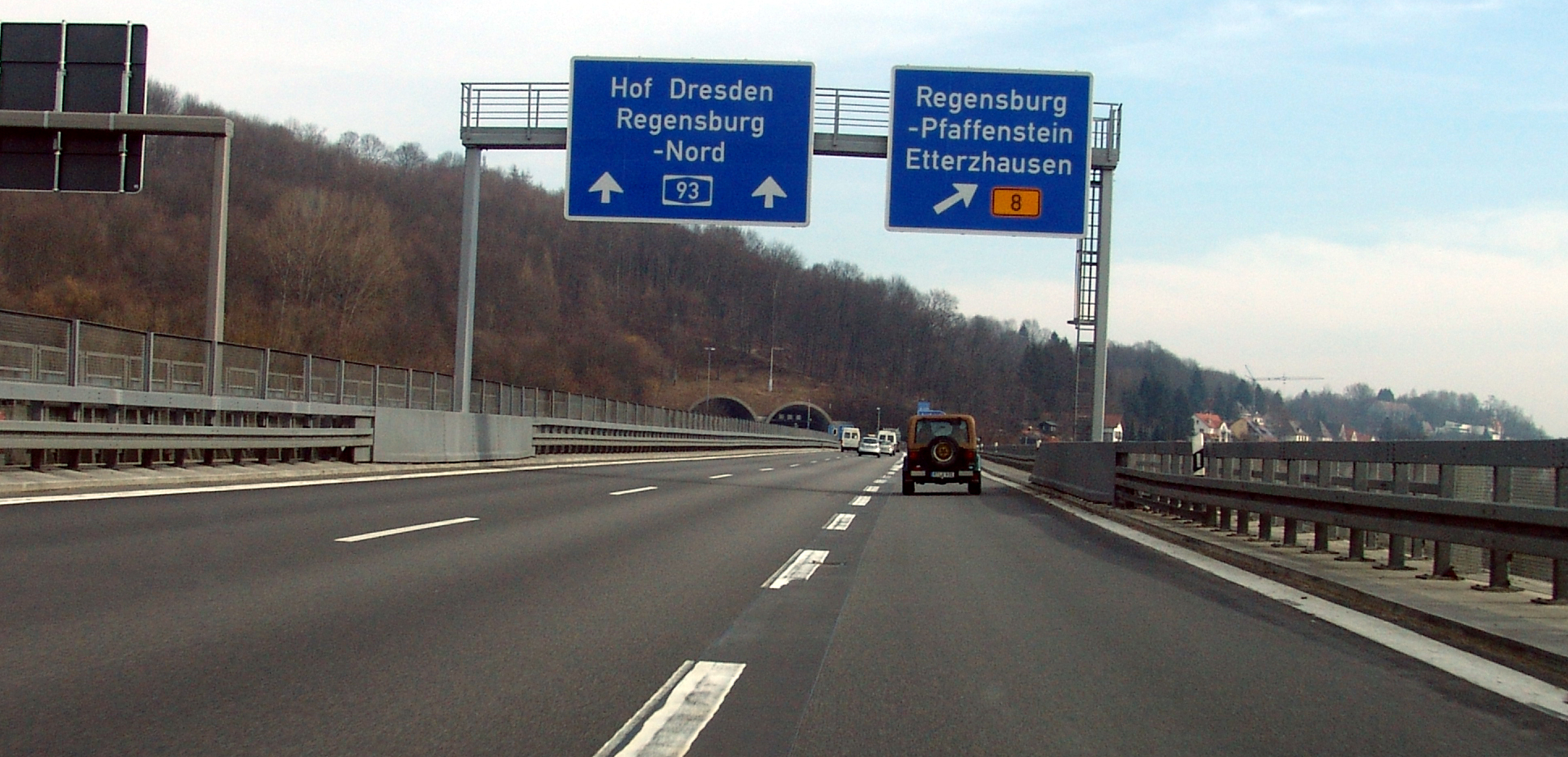
Anfahrt von Süden
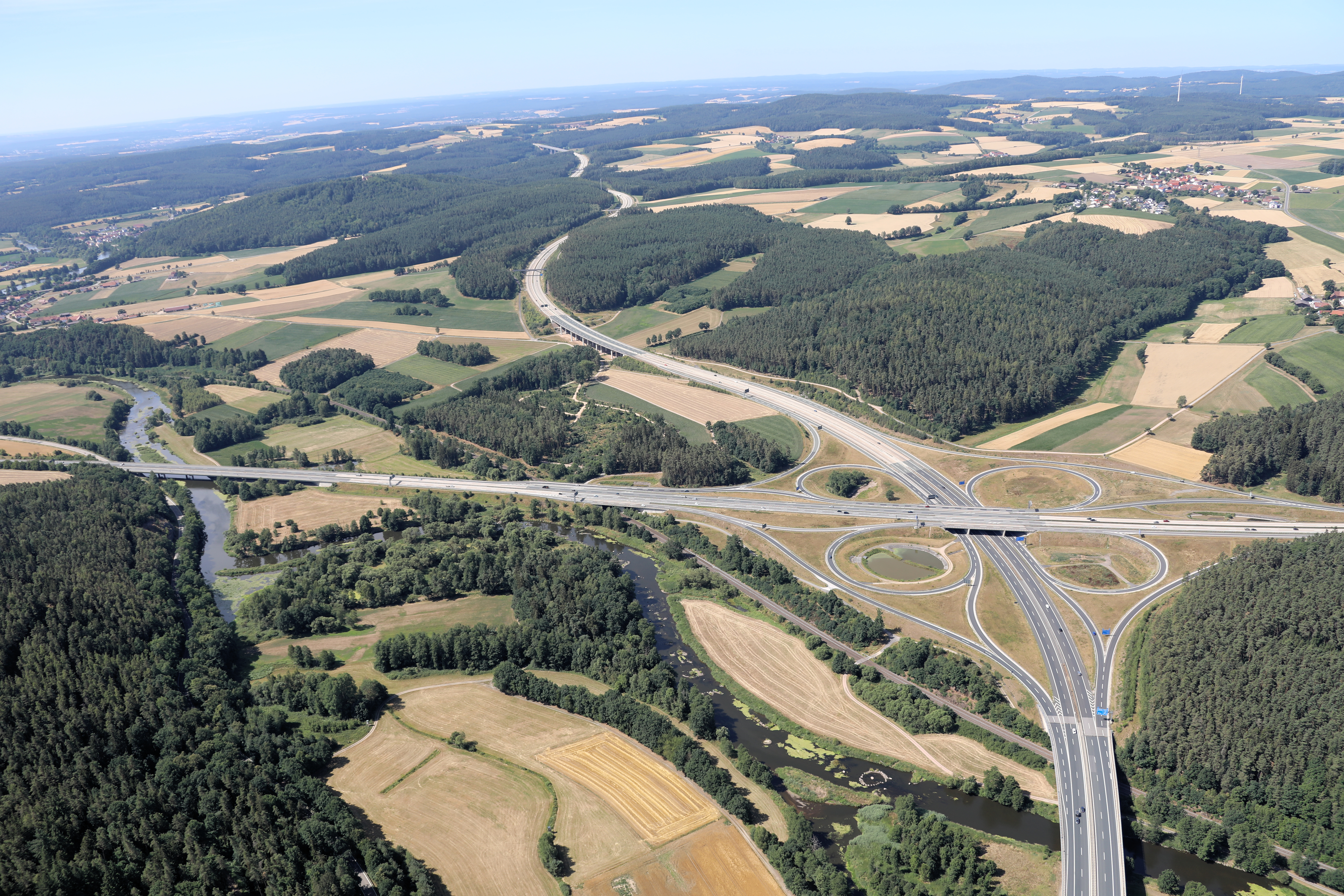
Autobahnkreuz Oberpfälzer Wald
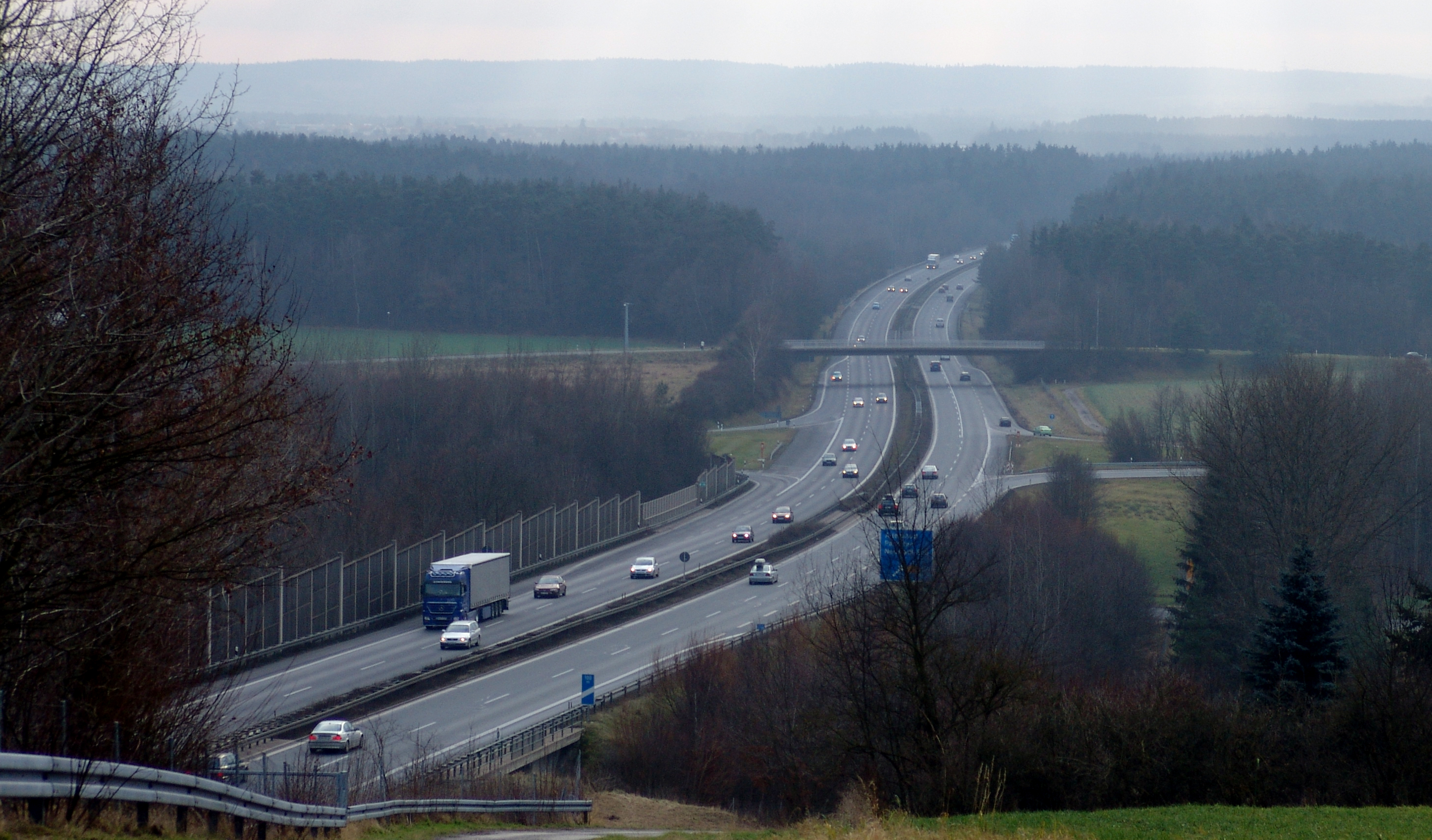
A 93 bei Altenstadt a. d. Waldnaab (Anschlussstelle 21b)

## Geschichte

### Gesamtstrecke
In der Weimarer Republik war im Vorentwurf zu einem Kraftwagenstraßennetz Deutschlands als Ergänzungsstrecke die Linie Hof (Saale) – Weiden – Regensburg – Landshut – München enthalten. Zudem enthielt das Netz die Verbindung von Rosenheim nach Kufstein mit Fortsetzung über Innsbruck zum Brennerpass.
Während die Planung und die Arbeiten für die Reichsautobahnverbindung Regensburg – Dreieck Holledau unter der Herrschaft der Nationalsozialisten frühzeitig begannen, fand sich erst nach der mit dem Münchner Abkommen erfolgten Zerschlagung der Tschechoslowakei ab 1938 die Linie Regensburg – Wolnzach – Augsburg in den Netzplänen, die im Norden weiter nach Karlsbad verlief. Ähnlich verhielt es sich mit der Strecke Rosenheim – Kufstein, die erst mit der Annexion Österreichs 1938 in das Reichsautobahnnetz offiziell Aufnahme fand und bis Innsbruck geführt werden sollte.

Das Gesetz über den Ausbauplan für die Bundesfernstraßen vom 27. Juli 1957 sah eine Autobahnverbindung von Hof über Weiden, Regensburg mit Anschluss an die einbahnig fertiggestellte ehemalige Reichsautobahnstrecke bei Mainburg bzw. Elsendorf zunächst nicht vor. Stattdessen wurden die Strecken der B 15 von Hof über Marktredwitz, Weiden und Schwandorf nach Regensburg sowie der B 16 von Abensberg (B 301) bis Regensburg in das Blaue Netz der auszubauenden Bundesstraßen aufgenommen. Unter Geltung des zweiten Vierjahresplans 1963–1966 kam die Autobahnverbindung Elsendorf – Regensburg als Ergänzungsstrecke hinzu. Zwischen der heutigen Anschlussstelle Altenstadt an der Waldnaab (B 22) und der Anbindung an die A 3 bei Regensburg befand sich eine neue Linie der Bundesstraßen 15 und 16 in Planung, wobei die Strecke Pfreimd – Schwarzenfeld noch unter Geltung des 2. Vierjahresplans in Angriff genommen wurde, während der Bau der Abschnitte zwischen Weiden und Pfreimd sowie zwischen Schwarzenfeld und Regensburg erst im 3. Vierjahresplan 1967–1970 folgen sollte. Nördlich von Weiden waren lediglich die Ortsumgehung von Selb und eine Verlegung der B 15 südlich von Hof vorgenommen. 1969 wurde die Planung der Autobahnverbindung vom Dreieck Holledau über Regensburg hinaus bis Pfreimd mit Einmündung in die Strecke Nürnberg – Prag verlängert.
Das am 30. Juni 1971 verabschiedete Gesetz über den Ausbau der Bundesfernstraßen in den Jahren 1971 bis 1985 sah eine vierstreifige Bundesstraße 15/15n zwischen der A 9 bei Hof und Weiden vor. Hieran sollte sich die A 88 Weiden–Pfreimd–Regensburg–südlich Augsburg mit Einmündung in die Bundesstraße 17n Augsburg–Schongau anschließen. Folgende Maßnahmen waren vorgesehen:
| Kurzform | Abschnitt                                                   | geplante Maßnahme | Dringlichkeitsstufe               |
| -------- | ----------------------------------------------------------- | --- | --------------------------------- |
| B 15     | Autobahndreieck mit der A 9 – B 2 südlich Hof-Krötenbruck   | vierstreifiger Neubau | III                               |
| B 15     | B 2 südlich Hof-Krötenbruck – Abzweig B 15 Südzubringer Hof | vierstreifiger Ausbau (2. Fahrbahn)                                                                                        | III                               |
| B 15     | AS Hof-Moschendorf – AS Mitterteich-Nord                    | vierstreifiger Ausbau (2. Fahrbahn); 1. Fahrbahn bei Selb und Rehau als laufende Vorhaben                                  | III                               |
| B 15n    | AS Mitterteich-Nord – AS Altenstadt an der Waldnaab         | vierstreifiger Neubau | 1. Fahrbahn: II; 2. Fahrbahn: III |
| B 15     | AS Altenstadt an der Waldnaab – AS Weiden-Süd               | vierstreifiger Ausbau (2. Fahrbahn), zwischen AS Altenstadt a. d. W. und AS Weiden-West 1. Fahrbahn als laufendes Vorhaben | II                                |
| A 88     | AS Weiden-Süd – Behelfs-AS nördlich Pfreimd                 | vierstreifiger Neubau | 1. Fahrbahn: I; 2. Fahrbahn: II   |
| A 88     | Behelfs-AS nördlich Pfreimd – AS Pfreimd                    | vierstreifiger Ausbau (2. Fahrbahn)                                                                                        | laufendes Vorhaben                |
| A 88     | AS Pfreimd – AS Schwandorf-Nord                             | vierstreifiger Neubau | laufendes Vorhaben                |
| A 88     | AS Schwandorf-Nord – AS Regensburg-Pfaffenstein             | vierstreifiger Neubau | I                                 |
| A 88     | AS Regensburg-Pfaffenstein – AK Regensburg                  | vierstreifiger Neubau | laufendes Vorhaben                |
| A 88     | AS Regensburg-Süd – AD Saalhaupt                            | vierstreifiger Neubau | 1. Fahrbahn: I; 2. Fahrbahn: III  |

Am Dreieck Saalhaupt sollte die Bundesstraße 299n abzweigen. Der damals geplante Verlauf entsprach im Wesentlichen bis Landshut der später als A 93 bezeichneten und heute als Bundesstraße 15n realisierten Strecke. Südlich des Autobahnkreuzes Landshut folgte die Linie jedoch der alten B 299 über Vilsbiburg, Neumarkt-Sankt Veit, Mühldorf am Inn bzw. Töging am Inn, Garching an der Alz, Trostberg, Traunreut und Traunstein mit Anschluss an die Autobahn München – Salzburg (heute: A 8). Im Einzelnen waren folgende Vorhaben festgelegt:
| Kurzform | Abschnitt                                      | geplante Maßnahme     | Dringlichkeitsstufe                                           |
| -------- | ---------------------------------------------- | --------------------- | ------------------------------------------------------------- |
| B 299n   | AD Saalhaupt (A 88) – AS nördlich Vilsbiburg   | vierstreifiger Neubau | III                                                           |
| B 299n   | AS nördlich Vilsbiburg – AS südlich Vilsbiburg | vierstreifiger Neubau | 1. Fahrbahn: I (als Teil der OU Vilsbiburg), 2. Fahrbahn: III |
| B 299n   | AS südlich Vilsbiburg – AS Garching an der Alz | vierstreifiger Neubau | III                                                           |
| B 299    | AS Garching an der Alz – AD Traunstein         | vierstreifiger Neubau | 1. Fahrbahn: I; 2. Fahrbahn: III                              |

Noch unter der Geltung des Bedarfsplans dieses Gesetzes wurde jedoch eine neue Nummerierung und Struktur des Autobahnnetzes 1974 vorgenommen. Der neue Streckenzug Hof – Weiden – Regensburg – Landshut – Rosenheim – Kiefersfelden/Kufstein wurde durchgehend als A 93 vorgesehen. Hierfür wurde die Autobahn südlich Landshut weiter westlich an Vilsbiburg vorbei über Velden (Vils), östlich Haag in Oberbayern, westlich Wasserburg am Inn und Kolbermoor an die A 8 südöstlich von Rosenheim geführt. Die bisherigen Verbindungen Vilsbiburg – Traunstein sowie Haar (bei München) – Rosenheim (bisherige A 87) entfielen.
Mit dem Gesetz zur Änderung des Gesetzes über den Ausbau der Bundesfernstraßen in den Jahren 1971 bis 1985 vom 5. August 1976 ergaben sich folgende Maßnahmen:
| Kurzform | Abschnitt                                                   | geplante Maßnahme                   | Dringlichkeitsstufe                                     |
| -------- | ----------------------------------------------------------- | ----------------------------------- | ------------------------------------------------------- |
| A 93     | Autobahndreieck mit der A 9 – B 2 südlich Hof-Krötenbruck   | vierstreifiger Neubau               | möglicher weiterer Bedarf                               |
| A 93     | B 2 südlich Hof-Krötenbruck – Abzweig B 15 Südzubringer Hof | vierstreifiger Ausbau (2. Fahrbahn) | möglicher weiterer Bedarf                               |
| A 93     | AS Hof-Moschendorf – nördlich Rehau                         | vierstreifiger Ausbau (2. Fahrbahn) | möglicher weiterer Bedarf                               |
| A 93     | nördlich Rehau – nördlich Selb                              | vierstreifiger Neubau               | 1. Fahrbahn: Ia; 2. Fahrbahn: möglicher weiterer Bedarf |
| A 93     | nördlich Selb – AS Mitterteich-Nord                         | vierstreifiger Ausbau (2. Fahrbahn) | möglicher weiterer Bedarf                               |
| A 93     | AS Mitterteich-Nord – AS Altenstadt an der Waldnaab         | vierstreifiger Neubau               | 1. Fahrbahn: Ia; 2. Fahrbahn: möglicher weiterer Bedarf |
| A 93     | AS Altenstadt an der Waldnaab – AS Weiden-Süd               | vierstreifiger Ausbau (2. Fahrbahn) | möglicher weiterer Bedarf                               |
| A 93     | AS Weiden-Süd – Behelfs-AS nördlich Pfreimd                 | vierstreifiger Neubau               | 1. Fahrbahn: Ia; 2. Fahrbahn: möglicher weiterer Bedarf |
| A 93     | Behelfs-AS nördlich Pfreimd – AS Nabburg                    | vierstreifiger Ausbau (2. Fahrbahn) | möglicher weiterer Bedarf                               |
| A 93     | AS Lindenlohe – AS Schwandorf-Süd                           | vierstreifiger Neubau               | laufendes Vorhaben                                      |
| A 93     | AS Schwandorf-Süd – AS Regensburg-Nord                      | vierstreifiger Neubau               | Ia                                                      |
| A 93     | AS Regensburg-Nord – AS Regensburg-Pfaffenstein             | vierstreifiger Neubau               | laufendes Vorhaben                                      |
| A 93     | AS Regensburg-Süd – AD Saalhaupt                            | vierstreifiger Neubau               | 1. Fahrbahn: Ia; 2. Fahrbahn: möglicher weiterer Bedarf |
| A 93     | AD Saalhaupt – westlich Wasserburg (B 304)                  | vierstreifiger Neubau               | 1. Fahrbahn: Ib; 2. Fahrbahn: möglicher weiterer Bedarf |
| A 93     | westlich Wasserburg (B 304) – AD Rosenheim                  | vierstreifiger Neubau               | 1. Fahrbahn: Ia; 2. Fahrbahn: möglicher weiterer Bedarf |

Das Zweite Gesetz zur Änderung des Gesetzes über den Ausbau der Bundesfernstraßen in den Jahren 1971 bis 1985 vom 25. August 1980 brachte für die A 93 wesentliche Veränderungen mit sich. Die Strecke Saalhaupt – Rosenheim wurde aus dem Streckenzug gestrichen und als vierstreifige Bundesstraße 15n weiterverfolgt. Die Anlage (Bedarfsplan) zum Gesetz sah jedoch zunächst zwischen Saalhaupt und AD Holledau weiterhin die A 90 vor. Folgende Maßnahmen waren enthalten:
| Kurzform | Abschnitt                                             | geplante Maßnahme                   | Dringlichkeitsstufe                              |
| -------- | ----------------------------------------------------- | ----------------------------------- | ------------------------------------------------ |
| A 93     | Autobahndreieck mit der A 9 – B 15 Südzubringer Hof   | vierstreifiger Neubau               | 1. Fahrbahn: I; 2. Fahrbahn: II                  |
| A 93     | AS Hof-Moschendorf – südlich Rehau                    | vierstreifiger Ausbau (2. Fahrbahn) | II                                               |
| A 93     | Verlegung nördlich Selb/OU Schönwald                  | vierstreifiger Neubau               | 1. Fahrbahn: I; 2. Fahrbahn: II                  |
| A 93     | AS Selb-Nord – AS Wunsiedel                           | vierstreifiger Ausbau (2. Fahrbahn) | II                                               |
| A 93     | AS Wunsiedel – AS Marktredwitz-Süd                    | vierstreifiger Neubau               | II                                               |
| A 93     | AS Marktredwitz-Süd – AS Mitterteich-Nord             | vierstreifiger Ausbau (2. Fahrbahn) | II (Ausbau der 1. Fahrbahn im Bestand: I)        |
| A 93     | AS Mitterteich-Nord – AS Falkenberg                   | vierstreifiger Neubau               | 1. Fahrbahn: I; 2. Fahrbahn: II                  |
| A 93     | AS Falkenberg – AS Windischeschenbach                 | vierstreifiger Neubau               | 1. Fahrbahn: laufendes Vorhaben; 2. Fahrbahn: II |
| A 93     | AS Windischeschenbach – AS Altenstadt an der Waldnaab | vierstreifiger Ausbau               | II                                               |
| A 93     | AS Altenstadt an der Waldnaab – AS Luhe-Wildenau      | vierstreifiger Ausbau (2. Fahrbahn) | I                                                |
| A 93     | AS Luhe-Wildenau – Behelfs-AS nördlich Pfreimd        | vierstreifiger Neubau               | I                                                |
| A 93     | Behelfs-AS nördlich Pfreimd – AS Nabburg              | vierstreifiger Ausbau (2. Fahrbahn) | I                                                |
| A 93     | AS Ponholz – AS Regensburg-Nord                       | vierstreifiger Neubau               | laufendes Vorhaben                               |
| A 93     | AS Regensburg-Süd – AD Saalhaupt                      | vierstreifiger Neubau               | laufendes Vorhaben                               |
| B 15n    | AD Saalhaupt – AK/AD südlich Rosenheim                | vierstreifiger Neubau               | I                                                |

Das Dritte Gesetz zur Änderung des Fernstraßenausbaugesetzes vom 21. April 1986 sah folgendes vor:
| Kurzform | Abschnitt                                           | geplante Maßnahme                   | Dringlichkeitsstufe                                              |
| -------- | --------------------------------------------------- | ----------------------------------- | ---------------------------------------------------------------- |
| A 93     | Autobahndreieck mit der A 9 – B 15 Südzubringer Hof | vierstreifiger Neubau               | weiterer Bedarf                                                  |
| A 93     | AS Hof-Moschendorf – südlich Rehau                  | vierstreifiger Ausbau (2. Fahrbahn) | weiterer Bedarf                                                  |
| A 93     | Verlegung nördlich Selb/OU Schönwald                | vierstreifiger Neubau               | 1. Fahrbahn: vordringlicher Bedarf; 2. Fahrbahn: weiterer Bedarf |
| A 93     | AS Selb-Nord – AS Wunsiedel                         | vierstreifiger Ausbau (2. Fahrbahn) | weiterer Bedarf                                                  |
| A 93     | AS Wunsiedel – AS Marktredwitz-Süd                  | vierstreifiger Neubau               | weiterer Bedarf                                                  |
| A 93     | AS Marktredwitz-Süd – AS Mitterteich-Nord           | vierstreifiger Ausbau (2. Fahrbahn) | weiterer Bedarf                                                  |
| A 93     | AS Mitterteich-Nord – AS Mitterteich-Süd            | vierstreifiger Neubau               | 1. Fahrbahn: vordringlicher Bedarf; 2. Fahrbahn: weiterer Bedarf |
| A 93     | AS Mitterteich-Süd – AS Falkenberg                  | vierstreifiger Neubau               | 1. Fahrbahn: laufendes Vorhaben; 2. Fahrbahn: weiterer Bedarf    |
| A 93     | AS Falkenberg – AS Altenstadt an der Waldnaab       | vierstreifiger Ausbau (2. Fahrbahn) | weiterer Bedarf                                                  |
| A 93     | AS Altenstadt an der Waldnaab – AS Weiden-Süd       | vierstreifiger Ausbau (2. Fahrbahn) | vordringlicher Bedarf                                            |
| A 93     | AS Weiden-Süd – Behelfs-AS nördlich Pfreimd         | vierstreifiger Neubau               | laufendes Vorhaben                                               |
| A 93     | Behelfs-AS nördlich Pfreimd – AS Nabburg            | vierstreifiger Ausbau (2. Fahrbahn) | laufendes Vorhaben                                               |
| A 93     | AS Abensberg – AS Elsendorf                         | vierstreifiger Neubau               | laufendes Vorhaben                                               |
| B 15n    | AD Saalhaupt – AK Landshut                          | vierstreifiger Neubau               | vordringlicher Bedarf                                            |
| B 15n    | AK Landshut – AS östlich Velden (B 388)             | vierstreifiger Neubau               | 1. Fahrbahn: vordringlicher Bedarf; 2. Fahrbahn: weiterer Bedarf |
| B 15n    | AS östlich Velden (B 388) – AK/AD südlich Rosenheim | vierstreifiger Neubau               | weiterer Bedarf                                                  |

Damit war der Vollausbau der Autobahn zwischen Hof und Weiden nur noch im weiteren Bedarf geplant. Der Verkehrsanstieg durch die Grenzöffnung 1989 änderte die Priorisierung der A 93 in Nordbayern grundlegend. Sämtliche noch zu errichtenden Abschnitte der Autobahn befanden sich im vordringlichen Bedarf. Das Vierte Gesetz zur Änderung des Fernstraßenausbaugesetzes vom 15. November 1993 beinhaltete folgende Vorhaben:
| Kurzform | Abschnitt                                               | geplante Maßnahme                   | Dringlichkeitsstufe   |
| -------- | ------------------------------------------------------- | ----------------------------------- | --------------------- |
| A 93     | Autobahndreieck mit der A 72 – nördlich Rehau (B 15)    | vierstreifiger Neubau               | vordringlicher Bedarf |
| A 93     | nördlich Rehau – AS Thiersheim                          | vierstreifiger Ausbau (2. Fahrbahn) | vordringlicher Bedarf |
| A 93     | AS Thiersheim – AS Marktredwitz-Nord                    | vierstreifiger Ausbau (2. Fahrbahn) | laufendes Vorhaben    |
| A 93     | AS Marktredwitz-Nord – AS Mitterteich-Nord              | vierstreifiger Ausbau (2. Fahrbahn) | vordringlicher Bedarf |
| A 93     | AS Mitterteich-Nord – AS Mitterteich-Süd                | vierstreifiger Neubau               | laufendes Vorhaben    |
| A 93     | AS Falkenberg – AS Altenstadt an der Waldnaab           | vierstreifiger Ausbau (2. Fahrbahn) | vordringlicher Bedarf |
| A 93     | AS Altenstadt an der Waldnaab – AS Weiden-Süd           | vierstreifiger Ausbau (2. Fahrbahn) | laufendes Vorhaben    |
| B 15n    | AD Saalhaupt – westlich Landshut (einschl. Isarquerung) | vierstreifiger Neubau               | laufendes Vorhaben    |
| B 15n    | westlich Landshut – AK bei Schwindegg (A 94)            | vierstreifiger Neubau               | vordringlicher Bedarf |
| B 15n    | AK bei Schwindegg (A 94) – AD südlich Rosenheim (A 8)   | vierstreifiger Neubau               | weiterer Bedarf       |

Da die A 93 zwischen dem Dreieck Hochfranken und dem Dreieck Holledau umgesetzt war, enthielt das Fünfte Gesetz zur Änderung des Fernstraßenausbaugesetzes vom 4. Oktober 2004 keine Projekte hierzu mehr. Hingegen waren auf der früheren Trasse der A 93 zwischen Regensburg und Rosenheim folgende Vorhaben weiterhin vorgenommen:
| Kurzform | Abschnitt                                                           | geplante Maßnahme     | Dringlichkeitsstufe                                                  |
| -------- | ------------------------------------------------------------------- | --------------------- | -------------------------------------------------------------------- |
| B 15n    | AD Saalhaupt – AK Landshut (A 92)                                   | vierstreifiger Neubau | vordringlicher Bedarf                                                |
| B 15n    | AK Landshut (A 92) – AS bei Geisenhausen/nordwestlich Vilsbiburg    | vierstreifiger Neubau | weiterer Bedarf mit besonderem naturschutzfachlichen Planungsauftrag |
| B 15n    | AS bei Geisenhausen/nordwestlich Vilsbiburg – AS nordöstlich Velden | vierstreifiger Neubau | vordringlicher Bedarf                                                |
| B 15n    | AS nordöstlich Velden – AK bei Schwindegg (A 94)                    | vierstreifiger Neubau | weiterer Bedarf mit festgestelltem hohen ökologischen Risiko         |
| B 15n    | AK bei Schwindegg (A 94) – AD südlich Rosenheim (A 8)               | vierstreifiger Neubau | weiterer Bedarf                                                      |

### Nördlich Regensburg

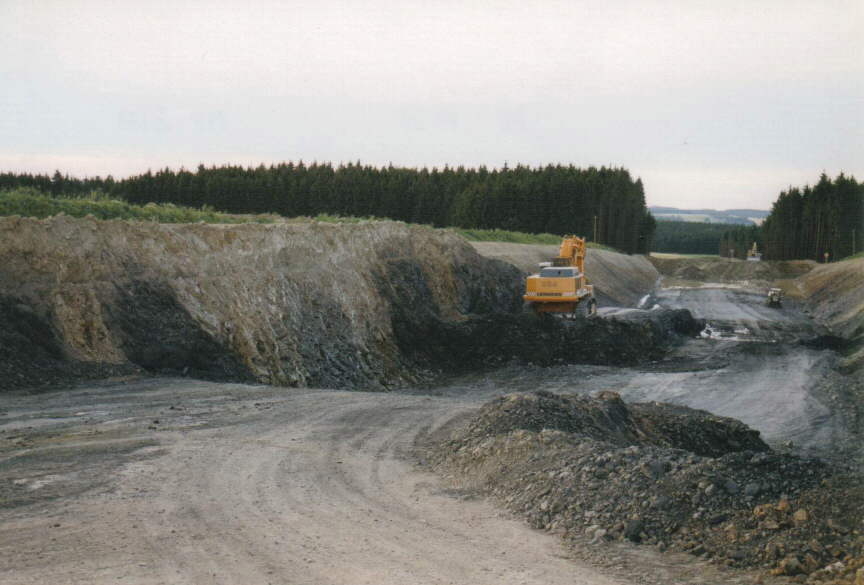
1999 war die A 93 bei Gattendorf im Landkreis Hof noch im Bau

Vor der Öffnung der innerdeutschen Grenze und der Deutschen Wiedervereinigung war die Führung der A 93 südlich um Hof bis zur A 9 nördlich der heutigen Anschlussstelle Hof-West bzw. südlich des Autobahndreiecks Bayerisches Vogtland geplant. Dabei sollte zwischen Hof-Moschendorf und Rehau die bereits teilausgebaute Bundesstraße 15 genutzt werden. Lediglich zwischen dem einst geplanten Dreieck mit der A 9 und Hof-Moschendorf wäre eine Neutrassierung erforderlich gewesen. Aufgrund der veränderten Verkehrsströme wurde jedoch nach 1990 eine östlich an Hof zur A 72 verlaufende Strecke favorisiert und umgesetzt.
Zwischen der heutigen AS Wunsiedel und der AS Marktredwitz-Süd war die Nutzung der bereits im Zuge der B 15 fertiggestellten Ostumgehung beabsichtigt. Doch durch die zunehmende Bebauung bis unmittelbar an die Trasse der Bundesstraße fiel die Entscheidung zugunsten einer weiter östlich geführten neuen Linie.
Der erste Abschnitt des nördlichen Teilstücks bis zum Dreieck Hochfranken zwischen Nabburg und Pfreimd wurde Ende der 1960er Jahre freigegeben. Von dort wurde die Autobahn stückweise in Richtung Süden nach Regensburg verlängert. Die Fertigstellung verzögerte sich aufgrund zahlreicher Einsprüche und erhielt erst mit einem tödlichen Unfall mit einem Tankfahrzeug auf der parallelen B 15 politische Priorität. Erst mit der Eröffnung des Teilstücks bei Regenstauf 1982 verlief sie durchgehend von Regensburg bis Pfreimd, 1987 bis Weiden. Der Lückenschluss zur A 72 bei Hof erfolgte mit der Eröffnung des Dreiecks Hochfranken am 20. Dezember 2000. Die Anschlussstelle Hof-Ost, die weniger als 100 m von der sächsischen Landesgrenze entfernt ist, musste entgegen der ursprünglichen Planung, bei der sie auf dem ehemaligen Grenzstreifen verlaufen sollte, aus ökologischen Gründen nach Westen verschwenkt werden.
Die Autobahn wurde nördlich von Regensburg in folgenden Teilabschnitten fertiggestellt:
- 1967: AS Weiden-West – AS Weiden-Frauenricht (Westumgehung Weiden, 1. Bauabschnitt; als B 15); Aufstufung zur A 93 erfolgte zum 1. Januar 1981
- 22. November 1968: Behelfs-AS nördlich Pfreimd – AS Nabburg (als B 15): 6,7 km (1. Fahrbahn)
- 1968: Südausfahrt Hof (Teilabschnitt), 1. Fahrbahn (als B 15, heute nicht Teil der A 93)
- 1971: AS Weiden-Frauenricht – nördlich AS Weiden-Süd (Westumgehung Weiden, 2. Bauabschnitt; als B 15): 2,3 km; Aufstufung zur A 93 erfolgte zum 1. Januar 1981
- 1971: Verlegung bei Selb (als B 15): 3,1 km (1. Fahrbahn)
- 10. Dezember 1971: AS Nabburg – Behelfs-AS Lindenloh: 11,5 km
- 1973: AS Altenstadt a. d. W. – AS Weiden-West (Westumgehung Weiden, 3. Bauabschnitt): 4,5 km (1. Fahrbahn); Aufstufung zur A 93 erfolgte zum 1. Januar 1981
- 15. Juli 1976: Behelfs-AS Lindenloh – AS Schwandorf-Süd (früher: AS Klardorf): 10,3 km
- 9. August 1979: AS Schwandorf-Süd (früher: AS Klardorf) – AS Pondorf (früher: AS Burglengenfeld): 13,9 km
- 9. August 1979: AS Windischeschenbach – AS Altenstadt an der Waldnaab (früher: AS Neustadt a. d. W.): 9,8 km (1. Fahrbahn)
- 1979: Verlegung bei Rehau (als B 15), 7 km (1. Fahrbahn)
- 24. Juli 1981: AS Ponholz – AS Regenstauf: 4,0 km fertig
- 9. Dezember 1982: AS Regenstauf – AS Regensburg-Nord: 9,3 km
- 13. August 1982: AS Falkenberg – AS Windischeschenbach: 6,9 km (1. Fahrbahn)
- 14. November 1986: Behelfs-AS nördlich Pfreimd – AS Nabburg: 6,7 km (2. Fahrbahn)
- 14. November 1986: AS Luhe-Wildenau – Behelfs-AS nördlich Pfreimd: 11,0 km
- 4. Dezember 1987: AS Weiden-Süd – AS Luhe-Wildenau: 7,4 km
- 1990: AS Falkenberg – AS Wiesau: 7,0 km
- 1992: AS Altenstadt an der Waldnaab (früher: AS Neustadt a. d. W.) – nördlich AS Weiden-Nord: 4,3 km (2. Fahrbahn)
- 1992: AS Falkenberg – Waldnaabbrücke: 4,3 km (2. Fahrbahn)
- 21. Juli 1993: AS Mitterteich-Nord – AS Wiesau: 5,4 km
- 29. September 1993: Waldnaabbrücke – AS Windischeschenbach: 2,2 km (2. Fahrbahn)
- 23. Juni 1993: nördl. AS Altenstadt a. d. W. – AS Altenstadt a. d. W. (früher: AS Neustadt a. d. W.): 2,3 km (2. Fahrbahn)
- 15. Juni 1993: nördl. AS Weiden-West – nördl. AS Weiden-Süd: 3,4 km (2. Fahrbahn)
- 22. Juli 1994: nördlich AS Thiersheim – südl. AS Thiersheim
- 1994: südl. AS Thiersheim – AS Wunsiedel (früher: Rathaushütte): 6,0 km
- 1995: AS Windischeschenbach – nördlich AS Altenstadt a. d. W: 7,4 km (2. Fahrbahn)
- 19. Dezember 1996: AS Hof-Süd – AS Rehau-Süd: 2,7 km (2. Fahrbahn)
- 12. Dezember 1997: AS Schönwald – AS Selb-Nord: 5,0 km (OU Schönwald)
- 5. August 1998: AS Rehau-Süd – AS Schönwald: 3,9 km
- 25. August 1999: AS Selb-Nord – AS Selb-West: 3,0 km
- 29. Oktober 1999: AS Wunsiedel (früher: Rathaushütte) – Waldershof-Lengenfeld: 6,8 km
- 15. Dezember 2000: AD Hochfranken – AS Hof-Süd: 16,4 km
- 1. Dezember 2000: Waldershof-Lengenfeld – AS Mitterteich-Nord: 7,3 km
- 20. Dezember 2000: AS Selb-West – nördlich AS Thiersheim: 5,5 km (1. Bauabschnitt Schwarzenhammer – nördlich AS Thiersheim)
- 1. August 2001: AS Selb-West – nördlich AS Thiersheim: 4,3 km (2. Bauabschnitt AS Selb-West – Schwarzenhammer)

### Raum Regensburg
Nach der ursprünglichen Planung aus den 1930er Jahren sollte die Autobahn, vom Dreieck Holledau her kommend, nicht auf Höhe der Raststätte Pentling nach Westen zur B 16 schwenken, sondern etwa im Bereich der heutigen Universität von Süden in die Stadt Regensburg hineinführen. Auf dieser Trasse sind noch heute Reste von vorbereiteten Bauwerken zu sehen.
Zwischen den heutigen Anschlussstellen Regensburg-Nord und Regensburg-Süd wurde zunächst eine vierstreifige Westumgehung der Stadt als Teil der B 16 geplant und der Bau in den 1960er Jahren begonnen. Die Pläne zur Führung der Autobahn vom Dreieck Holledau in den Süden Regensburgs wurden jedoch zugunsten der Nutzung der neuen Westumgehung als Autobahnverbindung A 88 von Augsburg bis Weiden in der Oberpfalz ab 1969 und abschließend durch das Gesetz über den Ausbau der Bundesfernstraßen in den Jahren 1971 bis 1985 vom 30. Juni 1971 verworfen.
Der Abschnitt zwischen der AS Regensburg-Königswiesen und dem Kreuz Regensburg konnte am 17. November 1966 fertiggestellt werden. Die Verkehrsfreigabe der Pfaffensteiner Donaubrücke zwischen den Anschlussstellen Regensburg-Pfaffenstein und Regensburg-West erfolgte für den östlichen Brückenzug am 17. November 1966 und für den westlichen Brückenzug am 9. November 1967. Die Strecke zwischen AS Regensburg-West und AS Regensburg-Prüfening war am 4. September 1970 fertig. Die Fahrbahn zwischen der AS Regensburg-Prüfening und der AS Regensburg-Königswiesen wurde am 10. Dezember 1971 unter Verkehr gebracht. Am 2. August 1972 waren auch die Arbeiten zwischen AK Regensburg und AS Regensburg-Süd abgeschlossen.
Am 3. November 1977 folgte noch der 2,7 Kilometer lange Abschnitt zwischen AS Regensburg-Nord und AS Regensburg-Pfaffenstein mit dem Tunnel Pfaffenstein.

### Südlich Regensburg

Ursprüngliche A 93-Planung; blau: heutiger Autobahnausbau, orange: geplant im Jahr 1976

Bis zur Einstellung der Arbeiten im Zweiten Weltkrieg war der 23 Kilometer lange Abschnitt der Autobahnverbindung Regensburg – Dreieck Holledau zwischen Elsendorf und Dreieck Holledau im Erd- und Brückenbau weitgehend fertiggestellt. Auf der Strecke zwischen Elsendorf und Regensburg waren hingegen nur etwa 50 % der Brückenbauarbeiten und etwa 20 % der Erdarbeiten durchgeführt. Diese Vorarbeiten ermöglichten jedoch nach der Gründung der Bundesrepublik Deutschland die zügige Fertigstellung von zwei Teilstrecken der als A 90 bezeichneten Autobahn: 1954 wurde der Abschnitt Dreieck Holledau – Mainburg und 1958 der Abschnitt Mainburg – Elsendorf einbahnig fertiggestellt, ab Anfang der achtziger Jahre zweibahnig.
In den sechziger Jahren wurde daneben mit der Planung einer durchgehenden Autobahnverbindung von Regensburg über Landshut nach Traunstein (Projektname: „Bundesautobahn A 93 Regensburg-Traunstein“) begonnen. 1972 wurde von der Regierung Niederbayern das Raumordnungsverfahren eingeleitet. Mit der Aufgabe der ursprünglichen Zielrichtung südlich von Landshut nach Traunstein wurde das Verfahren ausgesetzt. Mit geänderter Trassenführung Richtung Rosenheim (Autobahndreieck Inntal) wurde das Raumordnungsverfahren 1975 neu beantragt (Projektname: „Bundesautobahn A 93 Landshut-Rosenheim“).
Noch im Laufe der 1970er Jahre wurden diese Pläne aufgegeben und die A 93 ab dem Knoten Saalhaupt nach Westen verschwenkt und mit der Bundesautobahn 90 verbunden. 1986 war das daraus entstandene Teilstück Holledau-Regensburg der A 93 vollständig fertiggestellt. Die weiteren Planungen für die A 90 wurden aufgegeben.
Die einzelnen Abschnitte der ursprünglich als Bundesautobahn 90 gewidmeten und heute als Bundesautobahn 93 bezeichneten Strecke wurden wie folgt dem Verkehr übergeben:
- 1954: AS Mainburg – AD Holledau (1. Fahrbahn, 11,0 km)
- 1958: AS Elsendorf – AS Mainburg (1. Fahrbahn, 13,0 km)
- 1976: AS Mainburg – AD Holledau (2. Fahrbahn, 11,0 km)
- 1979: AS Elsendorf – AS Mainburg (2. Fahrbahn, 13,0 km)
- 1984: AS Regensburg-Süd – AS Abensberg (vierstreifig, 24,2 km; davon entfallen auf den Abschnitt AD Saalhaupt – AS Abensberg als Teil der A 90 ca. 13 km)
- 1986: AS Abensberg – AS Elsendorf (vierstreifig, 15,8 km)

Nach Aufgabe der Autobahnplanung zwischen Regensburg und Rosenheim wurde zur Entlastung des Autobahnrings um München das Vorhaben als vierstreifige, autobahnähnliche Bundesstraße 15n weiterverfolgt. Folgende Abschnitte der B 15n wurden bisher fertiggestellt:
- 2011: B 15n AD Saalhaupt (A 93) – Neufahrn: 21,6 km (vierstreifig)
- 2013: B 15n Neufahrn – Ergoldsbach: 7,2 km (vierstreifig)
- 2019: B 15n Ergoldsbach – Essenbach: 8,0 km (vierstreifig)
- 2023: B 15n Essenbach – Kreuz Landshut (A 92): 1,0 km (vierstreifig)

Eine spätere Hochstufung dieser Strecken zur Bundesautobahn ist aufgrund des Ausbauzustands möglich.
Im Zuge der Ortsumgehung Rosenheim (Westtangente Rosenheim) wurden folgende Teilabschnitte übergeben:
- 2015: B 15 Westtangente Rosenheim, 1. Bauabschnitt: 3,5 km (Rosenheim-Kolbermoor – Dreieck Rosenheim-West), zweistreifig
- 2018: B 15 Westtangente Rosenheim, 4. Bauabschnitt: 2,3 km (Ortsumgehung Pfaffenhofen am Inn), zweistreifig
- 2023: B 15 Westtangente Rosenheim, 2. Bauabschnitt: 4,2 km (Pfaffenhofen am Inn – Großkarolinenfeld), zweistreifig

Der 3. und letzte Bauabschnitt mit 1,3 Kilometern Länge soll Mitte 2025 fertiggestellt werden.
Der Bedarfsplan des Sechsten Gesetzes zur Änderung des Fernstraßenausbaugesetzes vom 23. Dezember 2016 sieht für den anstelle der ursprünglichen Planung der A 93 zwischen Regensburg und Rosenheim angestrebten Neubau der B 15 bzw. B 15n folgende Vorhaben vor:
| Kurzbezeichnung | Abschnitt                                       | Ausbau                      | Stand                                                                                      |
| --------------- | ----------------------------------------------- | --------------------------- | ------------------------------------------------------------------------------------------ |
| B 15n           | Ergoldsbach – Essenbach                         | vierstreifig (Neubau)       | laufendes und fest disponiertes Vorhaben, seit November 2019 fertig                        |
| B 15n           | Essenbach – Staatsstraße 2074/A 92 bei Landshut | vierstreifig (Ausbau)       | vordringlicher Bedarf, bis zum Kreuz Landshut seit Dezember 2023 fertig                    |
| B 15n           | östliche Ortsumgehung Landshut (A 92 bis B 299) | vierstreifig (Neubau)       | vordringlicher Bedarf                                                                      |
| B 15n           | südliche Ortsumgehung Landshut (B 299 bis B 15) | zweistreifig (Neubau)       | vordringlicher Bedarf                                                                      |
| B 15n           | südlich Landshut – Rosenheim                    | zwei-/vierstreifig (Neubau) | Weiterer Bedarf mit Planungsrecht                                                          |
| B 15n           | Ortsumgehung Lengdorf                           | dreistreifig (Neubau)       | Weiterer Bedarf mit Planungsrecht                                                          |
| B 15            | Westtangente Rosenheim (1. bis 4. Bauabschnitt) | zweistreifig (Neubau)       | laufendes und fest disponiertes Vorhaben, teilweise fertiggestellt (außer 3. Bauabschnitt) |

### Inntalautobahn Rosenheim–Kiefersfelden
Obwohl die Neubaustrecke Rosenheim – Bundesgrenze bei Kiefersfelden bzw. Kufstein nicht im Verkehrsfinanzgesetz 1955 enthalten war, wurde ihr Bau als zunächst einbahnige, kreuzungsfreie Bundesstraße mit der Vorbereitung für die spätere Ergänzung der zweiten Richtungsfahrbahn ab Mitte der 1950er Jahre vorangetrieben. Dabei erfolgte zunächst die Fertigstellung einzelner kleinerer Teilabschnitte, bevor am 3. September 1959 die Gesamtstrecke mit Anschluss durch das Autobahndreieck Inntal an die Bundesautobahn München – Salzburg einbahnig dem Verkehr feierlich übergeben wurde. Nachdem sich auf der Bundesstraße eine erhebliche Zahl an schweren Verkehrsunfällen ereignete, stellte der Bund im Frühjahr 1964 für den Bau der zweiten Richtungsfahrbahn 26 Millionen DM bereit. Am 23. Juni 1965 wurde die Fahrbahn bis Kiefersfelden fertiggestellt. Es folgte am 26. Juli 1968 die Übergabe der Teilstrecke von Kiefersfelden bis zur österreichischen Grenze.

## Verkehrsaufkommen
In Nord-Süd-Richtung betrug das durchschnittliche tägliche Verkehrsaufkommen an den automatischen Zählstellen 2003 und 2015:
| Zählstelle                         | Kfz-Verkehr/Tag in 2003 | Schwerverkehr/Tag in 2003 | Kfz-Verkehr/Tag in 2015 | Schwerverkehr/Tag in 2015 |
| ---------------------------------- | ----------------------- | ------------------------- | ----------------------- | ------------------------- |
| AD Hochfranken (S) (9096)          | 20.546                  | 3.742                     | 20.165                  | 3.986                     |
| Selb–West (S) (9099)               | keine Erfassung         | keine Erfassung           | 22.964                  | 4.184                     |
| Wernberg–Köblitz (S) (9901)        | 34.601                  | 4.908                     | 34.375                  | 5.252                     |
| AK Oberpfälzer Wald (S) (9087)     | keine Erfassung         | keine Erfassung           | 34.401                  | 5.296                     |
| Schwandorf–Mitte (N) (9902)        | 39.691                  | 6.012                     | 43.765                  | 6.358                     |
| Regensburg–Pfaffenstein (N) (9049) | 64.651                  | 6.395                     | 68.298                  | 6.393                     |
| Regensburg–Königswiesen (S) (9044) | 59.241                  | 6.278                     | 65.433                  | 6.722                     |
| AK Regensburg (N) (9045)           | 63.634                  | 6.148                     | 70.230                  | 6.608                     |
| Siegenburg (S) (9030)              | 24.305                  | 2.536                     | 26.418                  | 2.704                     |
| AD Inntal (S) (9190)               | 46.066                  | 6.961                     | 51.531                  | 8.056                     |
| Fischbach am Inn (9629)            | keine Erfassung         | keine Erfassung           | 47.792                  | 7.434                     |
| Kiefersfelden (S) (9191)           | 41.164                  | 6.646                     | 42.492                  | 7.718                     |

Das Teilstück zwischen der A 8 und der deutsch-österreichischen Grenze sowie die Abschnitte bei Regensburg sind deutlich höher belastet als die übrigen Strecken der A 93, insbesondere auch beim Schwerlastverkehr.
Zur Eindämmung des Lkw-Transitverkehrs greift das österreichische Bundesland Tirol seit 2017 zu der Maßnahme der Blockabfertigung: Schwerlastverkehr darf nur dosiert am Grenzübergang Kiefersfelden/Kufstein nach Österreich einfahren, d. h. höchstens 300 Lastkraftwagen in der Stunde. Dadurch kommt es auf deutscher Seite zu erheblichen Rückstaus. Sowohl der bayerische Ministerpräsident Markus Söder, als auch sein Verkehrsminister Christian Bernreiter haben die Beendigung dieser Praxis gefordert. Tirol kritisiert demgegenüber, dass Deutschland zu wenig unternehme, um den Schwerlastverkehr auf die Schiene zu verlagern. Insbesondere sorgt sich Österreich, dass die Zubringerstrecke zum neuen Brennerbasistunnel nicht ertüchtigt ist, wenn dieser für den Verkehr freigegeben wird.
Seit Juli 2012 wird die Fahrbahn des Teilstücks Rosenheim – Kiefersfelden in beiden Richtungen schrittweise grundhaft saniert und teilweise mit einem Flüsterbelag versehen.

## Planungen
Im Bundesverkehrswegeplan 2030 findet sich kein Projekt zur A 93.
2016 wurde zwar vom Bayerischen Staatsministerium des Innern, für Bau und Verkehr für den damals in Aufstellung befindlichen Bundesverkehrswegeplan 2030 (bis März 2016 als Bundesverkehrswegeplan 2015 bezeichnet) das Vorhaben eines sechsstreifigen Ausbaus der A 93 vom AK Regensburg (A 3) bis zur AS Regensburg-Süd (B 16) angemeldet. Dieses Projekt wurde jedoch unter „Kein Bedarf“ eingestuft und deshalb nicht in den Bundesverkehrswegeplan aufgenommen.

## Zuständigkeit der Autobahnmeistereien
Zum 1. Januar 2016 lagen die Zuständigkeiten für die A 93 wie folgt:
- im Bereich Autobahndreieck Hochfranken mit der A 72 (4/1) und Anschlussstelle Luhe-Wildenau (26) bei der Autobahnmeisterei Windischeschenbach/Rehau,
- im Bereich Anschlussstelle Luhe-Wildenau (26) und Anschlussstelle Ponholz (36) bei der Autobahnmeisterei Lauterhofen/Schwandorf,
- im Bereich Anschlussstelle Ponholz (36) und Anschlussstelle Siegenburg (50) bei der Autobahnmeisterei Pentling/Pollenried,
- im Bereich Anschlussstelle Siegenburg (50) und Autobahndreieck Holledau (55/65) bei der Autobahnmeisterei Ingolstadt,
- im Bereich Autobahndreieck Inntal mit der A 8 (101/56) und Anschlussstelle Kiefersfelden (60) bei der Autobahnmeisterei Rosenheim/Holzkirchen.